# Winifred Gérin
 (février 2018).
Si vous disposez d'ouvrages ou d'articles de référence ou si vous connaissez des sites web de qualité traitant du thème abordé ici, merci de compléter l'article en donnant les références utiles à sa vérifiabilité et en les liant à la section « Notes et références ».
Winifred Gérin, OBE, née le 7 octobre 1901 à Hambourg et morte le 28 juin 1981, est une biographe anglaise, spécialiste des sœurs Brontë.

## Biographie
Winifred Gérin fait ses études à la Sydenham High School for Girls, puis au Newnham College de Cambridge (diplômée en 1923).
Elle est connue comme biographe des sœurs Brönte et de leur frère Branwell, dont elle a étudié la vie en profondeur.
Charlotte Brontë: the Evolution of Genius (1967) est considéré comme son chef-d'œuvre. Elle reçoit plusieurs prix tels que le James Tait Black Memorial Prize, le Prix Rose Mary Crawshay et le Royal Society of Literature Heinemann prize.

## Publications
- Anne Brontë, Thomas Nelson, 1959
- Branwell Brontë, Thomas Nelson, 1961
- The young Fanny Burney, Thomas Nelson, 1961
- Charlotte Brontë : the evolution of genius, Clarendon, 1967
- Horatia Nelson, Clarendon, 1970
- Emily Brontë : a biography Clarendon, 1971
- The Brontës, Longman, 1973
- Elizabeth Gaskell : a biography, Clarendon, 1976
- Anne Thackeray Ritchie : a biography, Oxford University Press, 1981